# 静电激励器
靜電激勵器（Electrostatic actuators）用於電容傳聲器在一定聲壓級不同頻率的信號下，產生響應的頻響測量。靜電激勵器主要用於小質量的定位頻響。測量過程為：在傳聲器的振膜上，施加不同頻率的週期性變化的靜電力，測量傳聲器隨靜電力頻率變化的響應。測量時需要施加800伏特的極化電壓，並且在極化電壓上疊加一個較低電壓的交流信號，以作為激勵膜片振動的靜電力。